# Liste der Autobahnen, die keine Bundesautobahnen sind

Zeichen 330.1: Autobahn

Die folgenden deutschen Straßen sind zwar mit blauen Schildern als Autobahn beschildert, sie sind aber nach dem Bundesfernstraßengesetz nicht als Bundesautobahn gewidmet. Der Unterschied besteht in dem seltenen, aber möglichen Auseinanderfall von verkehrsrechtlicher Anordnung (Beschilderung) und Widmung. 
Auf ihnen gelten die Vorschriften der Straßenverkehrs-Ordnung für Autobahnen. Die Mautpflicht für LKW gilt auf solchen Abschnitten nur, sofern es sich um Bundesfernstraßen – hier also Bundesstraßen – handelt.

## A1/A21
Übergang A 21/B 404: Die Strecke ist (von Kiel kommend) bis zum Autobahnkreuz Bargteheide als Bundesautobahn gewidmet, jedoch bis zur Anschlussstelle Bargteheide/Lasbek (obwohl ohne baulich getrennte Richtungsfahrbahnen) als Autobahn beschildert.(53° 42′ 53″ N, 10° 20′ 24″ O),

## A28/B322 (historisch)
Bis 2008 war die 1,5 km lange Strecke zwischen dem Dreieck Delmenhorst und der Anschlussstelle Groß Mackenstedt wegen einer Tankstelle und eines Fast-Food-Restaurants als B 322 gewidmet, aber als A 28 beschildert.
Mittlerweile ist hier das fehlende Teilstück der A 28 gebaut worden. Die B 322 wurde hier zu einer Landesstraße herabgestuft.

## A46
In Hagen ist der Abschnitt der A 46 zwischen Anschluss L 704 (Feithstraße) und der Brücke über die L 703 als Autobahn beschildert, aber nicht als BAB gewidmet, sondern als Gemeindestraße. Erst hinter der Brücke beginnt der gewidmete Abschnitt der A 46 (Kreuz Hagen).

## A73 (historisch)
Von der AS Nürnberg/Fürth über die AS Nürnberg-Westring bis zum Ausbauende an der Kreuzung mit der Rothenburger Straße bei Nürnberg-Gostenhof war die von Norden als A 73 herangeführte Schnellstraße über mehrere Jahrzehnte als fortgesetzte Autobahn in Blau ausgeschildert, obwohl es sich hier anfangs um eine ungewidmete Straße der Stadt Nürnberg handelte, die inzwischen als Nürnberger Kreisstraße N4 gewidmet ist. Dies galt im gleichen Umfang auch für die Gegenrichtung. Im Jahr 2021 erfolgte der Ersatz der Autobahn-Beschilderung durch eine Kraftfahrstraße-Beschilderung mit gelben Baken. Siehe auch Frankenschnellweg.

## A95/B2
Der Beginn der A 95 in München, von AS München-Sendling-Süd bis AS München-Kreuzhof, gehört zur B 2. In diesem Bereich ist die Autobahn mit einem merklich kleineren, aber blauen "Ausfahrt"-Schild und Wegweiserschildern von der üblichen Größe bei Autobahnen, aber in weiß, ausgeschildert.

## A559/L124
Die Verlängerung der A 559 von Köln-Vingst über Köln-Am Grauen Stein und Köln-Severinsbrücke nach Köln-Deutz, die Landesstraße 124, ist als Autobahn ausgebaut.

## A995/B13n (historisch)
Die A 995 bei München war bis 31. Dezember 2017 nur auf der kurzen Strecke zwischen dem Kreuz München-Süd und Sauerlach als Bundesautobahn 995 gewidmet. Die restliche Strecke von der Anschlussstelle Sauerlach über die Anschlussstellen Oberhaching, Taufkirchen-West und Unterhaching-Nord zur AS München-Giesing wurde dagegen als "Bundesstraße 13 neu" errichtet, um geringere Abstände zu bestehender Wohnbebauung realisieren zu können, allerdings trotzdem als Autobahn mit blauen Tafeln, aber ohne Autobahn-Nummer  beschildert. Erst Jahre später wurden umfangreiche Lärmschutzmaßnahmen umgesetzt, im Jahr 2018 schließlich erfolgte die Hochstufung  zu einer "echten" Autobahn, und auch die Ergänzung der Beschilderung um die BAB-Bezeichnung "A 995".

## B1
Der autobahnähnlich ausgebaute Abschnitt der Bundesstraße 1 östlich von Dortmund ist zwischen Holzwickede und dem Autobahnkreuz Dortmund/Unna als Autobahn, allerdings mit der gelben Bundesstraßen-Nummer 1, ausgeschildert und schließt nach Osten hin nahtlos an die BAB 44 an. Eine tatsächliche Aufstufung zur Bundesautobahn ist im Zuge des Ausbaus der B 1 im Dortmunder Stadtgebiet geplant.

## B6
Die Bundesstraße 6 ist im Abschnitt von der Anschlussstelle Bremen-Universität bis zur AS Bremen-Überseestadt mit der A 27 als Autobahn ausgeschildert, obwohl es noch eine Abfahrt zum Fahrwiesendamm gibt. Das gilt jedoch nicht in Gegenrichtung.

## B28
Die B 28 zwischen Ulm und dem Autobahndreieck Hittistetten.
Das Autobahndreieck Hittistetten ist als Autobahndreieck beschildert. Es ist jedoch tatsächlich ein Anschluss der B 28 an die A 7.

## B30
Die B 30 zwischen Wiblingen und dem Autobahndreieck Neu-Ulm ist als Autobahn ausgeschildert. Das Autobahndreieck Neu-Ulm ist als Autobahndreieck beschildert; es ist jedoch tatsächlich ein Dreieck der B 28 und B 30.

## B61 (historisch)
Die B 61 (jetzt B 611) zwischen dem früheren Dreieck Löhne (jetzt Autobahnausfahrt "Löhne-Gohfeld") und dem Kreisel Löhne-Wittel war bis zum Neubau der Nordumgehung von Bad Oeynhausen der A 30 als Autobahn ausgeschildert.

## B402
Die Auffahrt der B 402 bei Twist-Hebelermeer Richtung Emmen ist als Autobahn ausgeschildert. Kurz nach der Auffahrt beginnt die niederländische Autobahn A37.

## L84, Nordrhein-Westfalen
Ein Teilstück der Landesstraße 84 ist an deren westlichem Ende bei Köln (Flughafenzubringer) als Autobahn ausgeschildert.

## L3209, Hessen
Der Zubringer von der BAB 66 nach Hanau (Anschlussstelle Hanau-West) hat blaue Kilometrierung und weist eine Anschlussstelle (Hanau-Wilhelmsbad) auf, die mit blauen Entfernungsbaken, aber gelben Wegweisern beschildert ist. Das Autobahnende ist erst nach dieser Anschlussstelle ausgewiesen.

## St 2584, Bayern
Die St 2584 in Bayern, der Flughafenzubringer für München (Franz-Josef Strauß), beginnt an der A 92 mit dem „Autobahndreieck Flughafen“ (nur Richtung von und nach München) und ist bis hinter die folgende Anschlussstelle Hallbergmoos als Autobahn ausgeschildert. Bemerkenswert ist hierbei, dass aus östlicher Richtung kommend diese Anschlussstelle gemäß der RWBA, aber mit einem gänzlich anderen Schrifttyp beschildert wird.